# Església de Santa Eulària (Palma)
L'església de Santa Eulària és una església parroquial gòtica de Mallorca que es troba a la plaça homònima. Consagrada sota l'advocació d'Eulàlia de Barcelona, va ser una de les primeres esglésies de Mallorca després de la conquesta catalana i una de les quatre primeres parròquies.

## Història
Es va construir sobre una mesquita musulmana, i l'any 1236 ja figurava al paborde de Tarragona com a parròquia. El 1414 s'acabà la capella de Santa Llucia, i fins al 1570 no es conclogué la coberta.
Al segle xiii hi tengueren lloc actes institucionals importants, com el jurament dels privilegis i franqueses (1256) del Regne de Mallorca davant el Gran i General Consell pel futur rei d'Aragó Jaume el Just i la coronació del rei Jaume II de Mallorca com a Rei de Mallorca el 12 de setembre de 1276, jurant els privilegis i el tractat de franquesa del Regne de Mallorca.
A la novel·la de Juli Verne Clovis Dardentor (1895), l'església és l'escenari d'un episodi en el qual el protagonista recorre la ciutat dins una galera amb les mules desbocades, i interromp dins l'església mentre s'està dient l'ofici; Verne ironitza amb la possible futura celebració d'una festa commemorant aquest esdeveniment, que ell anomena la festa de la Santa Galera de la Salut.

## Edifici

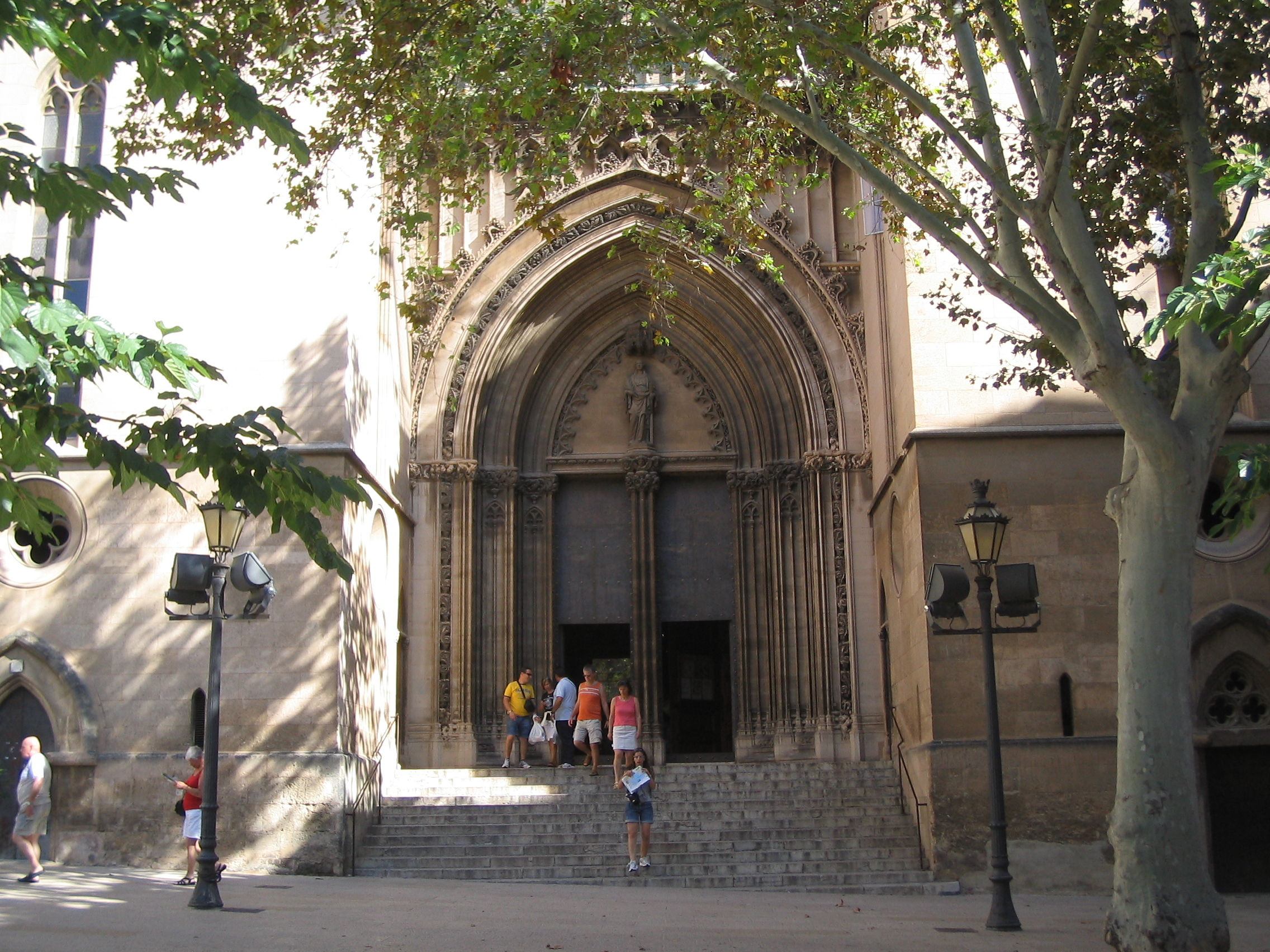
Portal major

L'església consta de tres naus, sent la central la més alta, amb dues portes d'accés. El campanar, que data del segle xix, és de gran altitud i el seu capitell és punxegut.
A l'exterior, unes terrasses envolten el temple i mostren gàrgoles amb imatges com dracs, harpies, basiliscos, etc. representatius del bestiari de l'edat mitjana. Exteriorment destaca la gradació d'altura produïda per les tres naus. Entre la nau central i la lateral existeixen els contraforts, arcbotants, i gàrgoles que envolten l'edifici.
A finals del 2010 acabaren les obres de restauració de la façana. Als portals laterals hi ha arquivoltes ogivals sobre brancals de columnes fines. Els timpans tenen diverses pintures: l'oriental sobre el tema de l'Anunciació (carrer del Sant Crist) i l'occidental sobre el de l'Epifania (carrer de Santa Eulàlia). La façana principal és d'estil neogòtic de finals del segle xix i principis del xx. El portal té uns arcs apuntats i hi ha un rosetó que prové de la façana antiga. Al frontis hi ha un campanar.

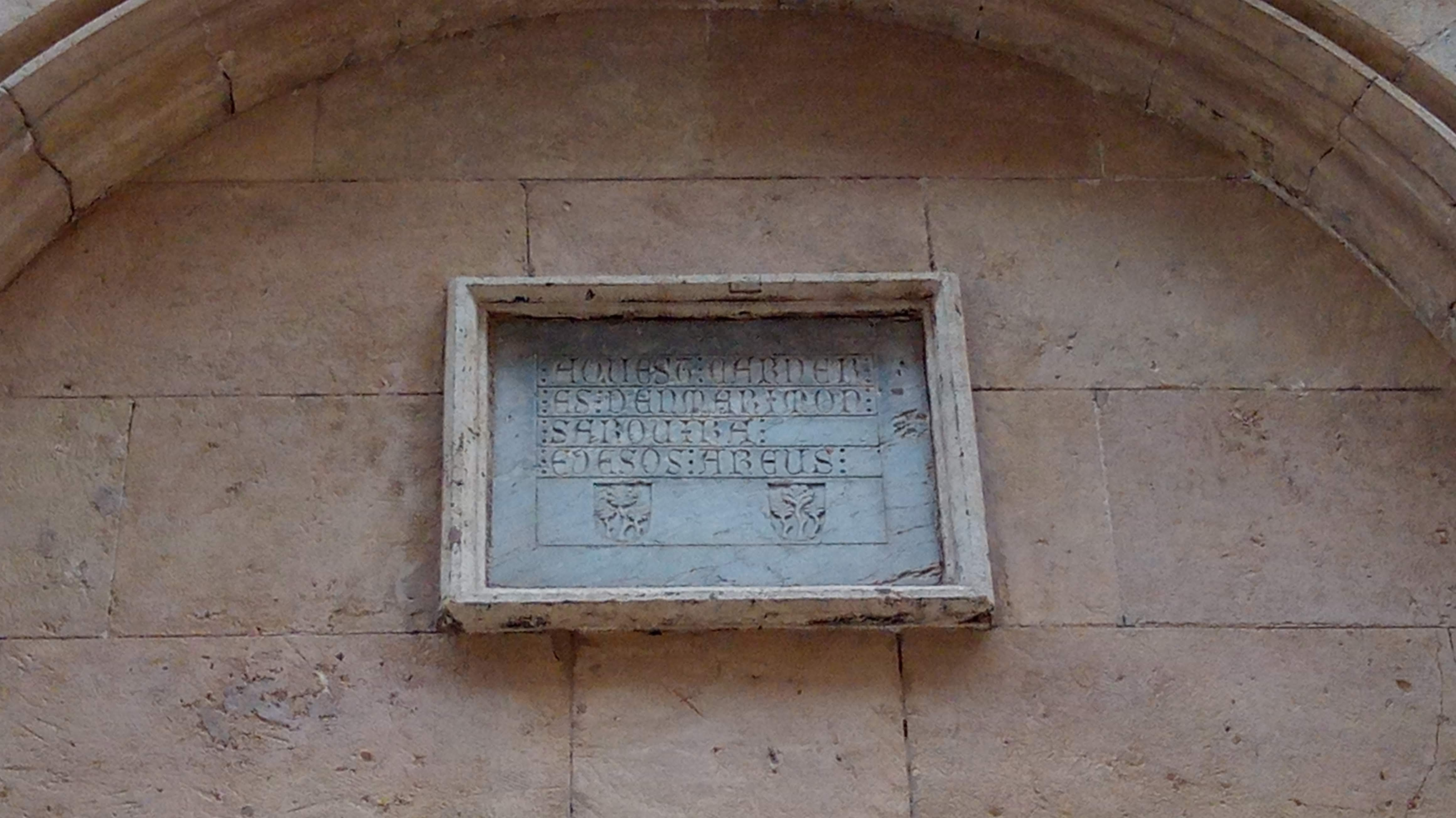
Làpida situada al lateral de ponent de l'església. Diu: Aquest carner és d'en Marimon Sarovira e de sos areus.

A l'interior, destaca l'altar major, d'estil barroc, i obra del frare dominic Albert de Burgunyó, així com les set capelles a la girola: la del Sant Crist de la Conquesta, de Santa Catalina, de Sant Lluís i la de la Pietat de Crist. L'orgue és del segle xviii.
La planta del temple és de tres naus. La Seu fa 67 metres de llargària per 27 metres d'amplària, i es divideix en sis presbiteris, és de volta de nervadura. Vora les naus laterals, i disposades contra els contraforts hi ha les capelles. La coberta de la nau és de volta de creueria sostinguda per divuit columnes octogonals amb motlures. El retaule major és barroc. Són remarcables les pintures gòtiques.
A mitjans de l'any 2011 s'hi acabaren les reformes de la façana de l'església que estava malmesa després d'una forta tempesta.